# Andy Sinton
Andrew "Andy" Sinton (* 19. März 1966 in Cramlington) ist ein ehemaliger englischer Fußballspieler und aktueller Trainer. Zwischen 1991 und 1993 bestritt er zwölf Länderspiele für England. 

## Spielerkarriere

### Queens Park Rangers (1989–1993)
Nach seinen ersten Stationen bei den unterklassigen Vereinen Cambridge United und FC Brentford, wechselte Andy Sinton am 23. März 1989 für £350.000 zum englischen Erstligisten Queens Park Rangers. In den letzten Spielen der Football League First Division 1988/89 erzielte er drei Treffer in zehn Ligapartien. Mit seiner Mannschaft aus London verbrachte er die folgenden drei Jahre im Mittelfeld der ersten Liga und etablierte sich als Stammspieler. Erfolgreicher agierten die Rangers um Toptorjäger Les Ferdinand (20 Treffer) und Andy Sinton (36 Spiele/7 Tore) in der ersten Spielzeit der Premier League 1992/93 mit dem fünften Tabellenrang.

### Sheffield Wednesday (1993–1996)
Am 19. August 1993 unterzeichnete Sinton einen Vertrag bei Sheffield Wednesday und verließ damit nach knapp viereinhalb Jahren London. Der für £2.750.000 Ablöse verpflichtete linke Mittelfeldspieler bestritt in der Premier League 1993/94 fünfundzwanzig Ligaspiel, in denen er drei Tore erzielte. Nach weiteren eineinhalb wenig erfolgreichen Jahren wechselte er am 23. Januar 1996 für £1.500.000 zu den Tottenham Hotspur und kehrte damit nach London zurück.

### Tottenham Hotspur (1996–1999)
In der Premier League 1996/97 erspielte sich der 30-jährige Andy Sinton (33 Spiele/6 Tore) wieder einen Stammplatz, erreichte mit Tottenham jedoch lediglich den zehnten Platz. Nach zwei weiteren Spielzeiten mit reduzierten Einsätzen, schloss sich Sinton zu Beginn der Saison 1999/2000 erneut einem neuen Verein an. Zuvor hatte der 33-Jährige mit den Spurs das Finale des englischen Ligapokal erreicht und diese Partie mit 1:0 gegen Leicester City gewonnen. Andy Sinton wurde von Trainer George Graham in der 90. Minute für David Ginola eingewechselt.

### Wolverhampton Wanderers (1999–2002)
Sein neuer Verein Wolverhampton Wanderers startete in der zweiten Liga und verpasste als Siebter knapp die Play-off-Plätze. 2001/02 gelang dem Team der Einzug in die Play-offs, jedoch scheiterten die Wanderers bereits in der ersten Runde an Norwich City.
Nach weiteren Stationen bei unterklassigen Vereinen beendete er 2007 seine Spielerkarriere, die er in den letzten drei Jahren als Spielertrainer fortgesetzt hatte.

### Englische Nationalmannschaft (1991–1993)
Am 13. November 1991 debütierte der 25-jährige Andy Sinton in der englischen Nationalmannschaft beim 1:1 in Polen. Im Sommer 1992 bestritt er drei weitere Vorbereitungsspiele für die Fußball-Europameisterschaft 1992 in Schweden und wurde von Nationaltrainer Graham Taylor statt Chris Waddle in den englischen EM-Kader berufen. Sinton bestritt mit England die beiden letzten Gruppenspiele gegen Frankreich (0:0) und Gastgeber Schweden (1:2), ehe sein Team die Heimreise antreten musste. Nach fünf weiteren Einsätzen in der Nationalmannschaft, bestritt er am 17. November 1993 in der WM-Qualifikation beim 7:1-Sieg in San Marino sein zwölftes und letztes Länderspiel, da er unter Taylors Nachfolger Terry Venables keine Berücksichtigung fand.

## Trainerkarriere
2005 übernahm Andy Sinton den Posten des Spielertrainers beim unterklassigen Verein Fleet Town und setzte die Trainertätigkeit auch nach dem Ende seiner Spielerkarriere fort. Am 26. Mai 2010 übernahm er den Trainerposten beim englischen Sechstligisten AFC Telford United und führte seine Mannschaft in der Saison 2010/11 über die Play-offs zum Aufstieg in die fünftklassige Conference National. Nach einer Saison, die mit dem Klassenerhalt endete, trennten sich Trainer und Verein im Januar 2013 „in gegenseitigem Einvernehmen“, in den vorangegangenen 16 Ligaspielen war seine Mannschaft sieglos geblieben.

## Titel und Erfolge
- Ligapokalsieger: 1999 (1:0 gegen Leicester City)